# 주샌프란시스코 일본 총영사관
주샌프란시스코 일본 총영사관(일본어: 在サンフランシスコ日本国総領事館, 영어: Consulate-General of Japan in San Francisco)은 일본 외무성이 미국 샌프란시스코에 설치한 총영사관이다.
2018년 10월 1일을 기준으로 해당 재외공관별 체류방인수는 46,448명으로 재외공관 전체 6위이자 미국 전체 3위이다. 그래서 미국에서는 주로스앤젤레스 일본 총영사관, 주뉴욕 일본 총영사관 다음으로 3번째로 많다.
관할 구역은 주로스앤젤레스 일본 총영사관이 담당하고 있는 캘리포니아주 남부 지역이 아닌 나머지 전 지역과 네바다주를 주로 관장한다.

## 소재지
- 275 Battery Street, Suite 2100, San Francisco, CA 94111[2]

## 같이 보기
관련 항목
- 주미국 일본 대사관
  - 주로스앤젤레스 일본 총영사관
  - 주뉴욕 일본 총영사관
- 미국-일본 관계

샌프란시스코에 설치한 다른 영사관
- 주샌프란시스코 대한민국 총영사관
- 주샌프란시스코 중국 총영사관(영어판)
- 주샌프란시스코 필리핀 총영사관(영어판)
- 주샌프란시스코 타이베이 경제문화판사처(영어판)
- 주샌프란시스코 홍콩 경제무역대표부